# كيث نيومان
كيث نيومان (بالإنجليزية: Keith Newman)‏ (20 نوفمبر 1949 بفارنهام في المملكة المتحدة - ) هو لاعب كرة قدم بريطاني في مركز الوسط. لعب مع نادي يورك سيتي ونادي ألدرشوت ونادي هانجرفورد تاون.